# SK Vorwärts Steyr
Der SK Vorwärts Steyr ist ein traditionsreicher österreichischer Fußballverein aus der Stadt Steyr in Oberösterreich. Der Verein spielt ab der Saison 2025/26 in der OÖ Liga, der vierthöchsten Spielklasse.
Vorwärts Steyr trägt seine Heimspiele im vereinseigenen Vorwärts-Stadion in Steyr aus, das ein Fassungsvermögen von 5.800 Personen aufweist. Aktuell verfügt Vorwärts Steyr über ca. 500 Mitglieder. Der Verein wurde am 14. April 1919 gegründet und zählt zu den ältesten Fußballklubs Oberösterreichs.

## Geschichte

### Die Frühzeit 1919–1945
Der Verein wurde als Steyrer Fußballklub Vorwärts mit den Vereinsfarben Rot und Weiß gegründet, die offizielle Gründungsfeier wurde am 14. April 1919 im Casino Steyr abgehalten. Von den Gründungsmitgliedern sind heute noch die Namen Würzelhuber, Breinesberger, Binder, Grubinger, F. Dworaschak, K. Dworaschak, Huber, Praitenlachner, Weißengruber und Winzing bekannt. Sein erstes Spiel bestritt Vorwärts Steyr am 15. Juni 1919 in Linz gegen den Linzer Athletiksportklub Siegfried (Resultat 2:2). Schon im ersten Jahr seines Bestehens errang der SK Vorwärts den Titel in der oberösterreichischen Landesliga; eine überregionale Liga gab es schließlich damals noch nicht. Auch in den folgenden drei Jahren bis 1923 ging dieser Titel jeweils an Vorwärts Steyr. Infolge der zunehmenden politischen Radikalisierung während der ersten Republik kam es 1926 zur Gründung des „Verbands der Arbeiter-Fußballer Österreichs“ (VAFÖ), dem sich der SK Vorwärts als Arbeiterverein anschloss und der auch in Oberösterreich eine eigene Meisterschaft und einen Pokalbewerb organisierte. Vorwärts spielte im VAFÖ OÖ eine durchaus gute Rolle und konnte 1932 auch den Pokalsieg erringen. Da andere bedeutende oberösterreichische Vereine dieser Zeit, wie LASK, Welser SC und später auch der Lokalrivale Amateure Steyr im Allgemeinen oö. Fußballverband weiterspielten, besaß die VAFÖ-Liga jedoch weder besondere Attraktivität noch große sportliche Bedeutung. In Folge des Bürgerkrieges im Februar 1934 wurde der VAFÖ inkl. seiner Vereine vom austrofaschistischen Regime aufgelöst. So auch der SK Vorwärts, der enteignet wurde, seinen selbst errichteten Sportplatz an den Lokalrivalen Amateure abgeben musste und erst im Mai 1934 als „Österreichischer Sportklub Steyr“ wieder in den allgemeinen oberösterreichischen Verband aufgenommen und in die 1. Klasse Ost eingeteilt wurde. Diese konnte sogleich als Meister beendet werden, was den Wiederaufstieg in die höchste oberösterreichische Liga zur Folge hatte. Ab Sommer 1935 wurde dann der heutige Vorwärtsplatz zur neuen Spielstätte und man durfte auch wieder unter dem alten Namen „SK Vorwärts“ antreten. 1938 folgte der erste Landespokalsieg, 1940 der Meistertitel von Oberdonau. Im Frühjahr 1944 schloss sich Amateure Steyr dem SK Vorwärts an, da gegen Ende des Krieges nicht mehr ausreichend Spielermaterial zur Verfügung stand, und es wurde die „Fußballgemeinschaft Steyr“ ins Leben gerufen. Die FG Steyr gewann 1944 den Meistertitel von Oberdonau und existierte bis Ende 1944.

### Wiederbeginn, Durststrecke und Blütezeit 1945–1998
Gleich der erste Landesligatitel nach Kriegsende ging 1945/46 wieder an den SK Vorwärts und nachdem sich die Mannschaft besonders im Spieljahr 1948/49 als der weitaus beste Verein des Bundeslands präsentiert hatte, wurde man auch außerhalb Oberösterreichs auf den Verein aufmerksam. Dabei spielte vor allem der Einzug in das Bundesländercup-Finale im Jahr 1949 eine große Rolle, welches jedoch in Wien gegen den FK Austria Wien mit 2:5 verloren ging; dies stellt bis heute einen der größten Vereinserfolge dar. Aufgrund dieser Erfolge wurde es dem SK Vorwärts 1949 ermöglicht, an der neugegründeten, österreichweiten Staatsliga A, der damaligen obersten Österreichischen Fußball-Liga, teilzunehmen.
Nach einem neunten Platz 1950 und dem Abstieg 1951 gehörte der SK Vorwärts noch bis 1959 der zweiten Liga (damals Staatsliga B) an, die sechziger und siebziger Jahre verbrachte der Verein jedoch allesamt in der Regionalliga Mitte bzw. der oberösterreichischen Landesliga. Diese zwanzigjährige Durststrecke konnte jedoch 1979 beendet werden, als man die Rückkehr in die zweithöchste Spielklasse (damals 2. Division) schaffte. Ab 1982 konnte sich Vorwärts dauerhaft in der zweiten Liga etablieren und 1988 gelang nach 37 Jahren schließlich wieder der Aufstieg in die höchste österreichische Liga, der 1. Division, wo der Verein bis 1996 verbleiben sollte.
Die beste Platzierung erreichte der Verein in den Saisonen 1990/91 und 1991/92 jeweils mit dem siebten Tabellenplatz. 1995 nahm der SKV am UI-Cup teil, gewann die Gruppenphase ohne Niederlage (2:1-Auswärtserfolg gegen Eintracht Frankfurt) und verfehlte die UEFA-Pokal-Qualifikation nur durch eine Auswärtsniederlage gegen Racing Straßburg. Nach der beachtlichen Leistung im Intertoto-Cup belegte der SK Vorwärts jedoch in der Bundesliga-Saison 1995/96 mit nur sechs Punkten und ohne Sieg den letzten Rang und stieg in die 2. Division ab. Nachdem man in der darauffolgenden Spielzeit als Zweiter nur knapp am sofortigen Wiederaufstieg gescheitert war, stieg man 1997/98 als Meister der zweiten Bundesliga noch ein weiteres Mal in die höchste Spielklasse auf.

### Finanzcrash und Zwangsausgleich 1998–2001

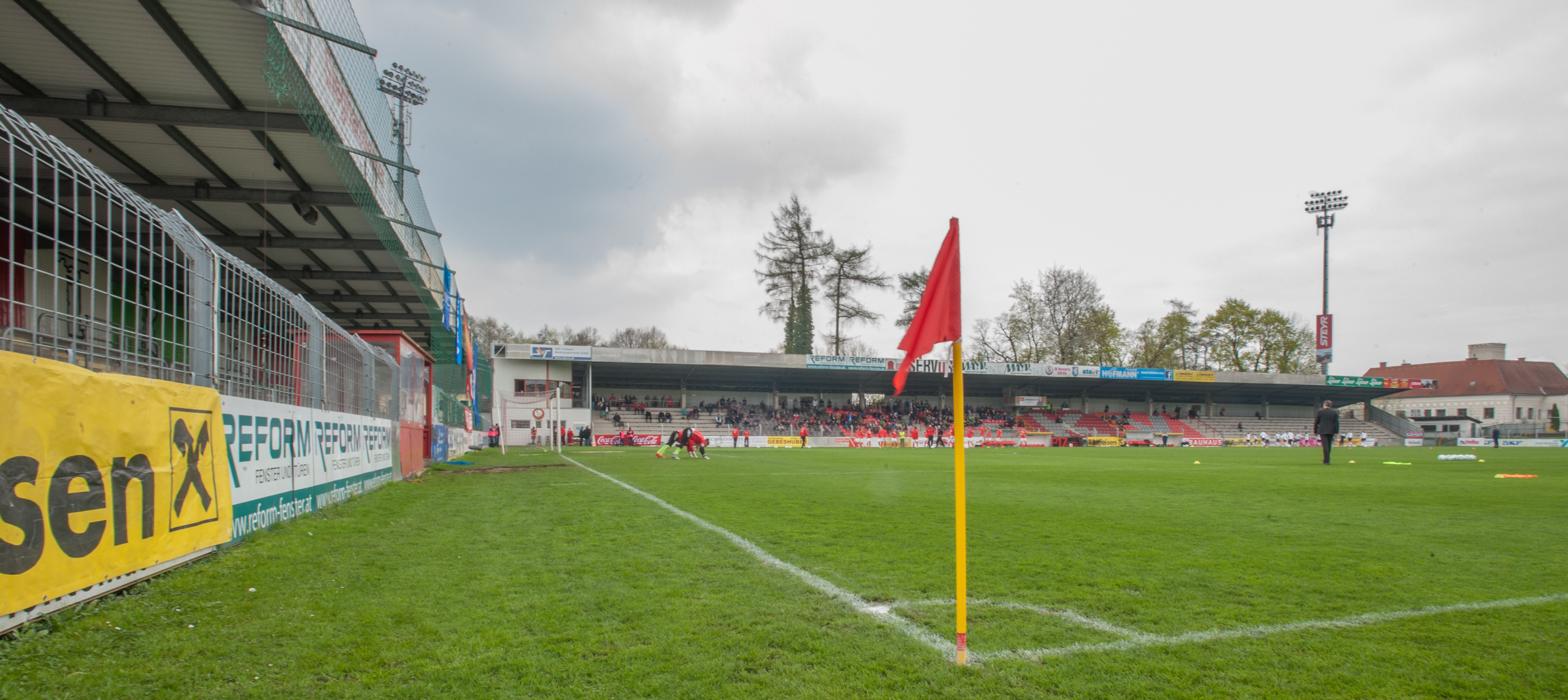
Übersicht Stadion

Bereits 1995 war der Verein mit ca. 15 Millionen Schilling tief verschuldet, sodass es einer Rettungsaktion in Form einer Bürgschaft der Stadt Steyr bedurfte. 1998 konnte die drohende Katastrophe eines Lizenzentzuges gerade noch abgewendet werden. Mit der bitteren 0:2-Niederlage gegen den LASK Linz am 29. Mai 1999, welche den neuerlichen Abstieg aus der Bundesliga besiegelte, trat das scheinbar Unvermeidliche ein: Spielergehälter konnten nur noch stockend ausbezahlt werden, sodass einige der damaligen Bundesligaspieler dem Verein kurzerhand den Rücken kehrten. Mit Sprechchören forderten die Vorwärts-Fans den Rücktritt der damaligen Präsidenten Alois Radlspäck und Leo Dittrich, wobei Radlspäck dieser Forderung am 25. September 1999 nachkam. Dittrich hingegen konnte ein Ultimatum der verbliebenen Spieler durch die Zahlung von 170.000 Schilling abwenden und wurde am 20. November 1999 bei der Hauptversammlung des SK Vorwärts aus mangelnden Alternativen als Präsident bestätigt. Zu diesem Zeitpunkt wurde eine Summe von bereits mehr als 50 Millionen Schilling Schulden kolportiert.
Schließlich wurde am 11. Jänner 2000 dem Verein die Lizenz endgültig entzogen, wodurch der Spielbetrieb eingestellt wurde. Mit einem Antrag auf Zwangsausgleich wurde das Konkursverfahren eröffnet. Bei der Zwangsausgleichstagsatzung am 15. Februar 2000 wurden 36 Millionen des Gesamtschuldenstands anerkannt, weitere 18 blieben hingegen umstritten. Um das endgültige Aus des Vereins abzuwenden, wurde der Raiffeisenbank Sierning das Baurecht an einem 4000 Quadratmeter großen Teil des Vorwärtsstadions übertragen, wofür die Stadt Steyr von der Haftung für einen Kredit über 9 Millionen Schilling entlassen wurde. Dieses Baurecht über gewisse Teile des Vorwärts-Stadions liegt bis heute in den Händen der Raiffeisenbank. Der SK Vorwärts konnte somit vereinsrechtlich weiterbestehen, allerdings ruhte der Spielbetrieb der Kampfmannschaft von Jänner 2000 bis zum Wiederbeginn in der untersten Amateurklasse im August 2001.

### Neubeginn im Unterhaus ab 2001
Nach dem erfolgreichen Zwangsausgleichsverfahren nahm der SK Vorwärts Steyr den Abstieg und Neubeginn in der 2. Klasse Ost (achte Spielklasse Österreichs) hin. Dennoch zählt der Klub weiter zu einem wahren Fanmagneten in den unteren Ligen Oberösterreichs und schafft es somit immer wieder in die Schlagzeilen der Medien. Ein Zuseherrekord folgte dem nächsten: Waren es 2003 noch 1000 Zuseher im Entscheidungsspiel der 8. Liga gegen Großraming, pilgerten 2005 schon 5000 Fans zum Meisterschaftsfinale der 7. Liga gegen den ASK St. Valentin. 2007 erreichte man mit 7000 Fans im Fünftliga-Spiel gegen Weißkirchen endgültig wieder Zuseherzahlen wie zu Bundesligazeiten. Einhergehend mit dem Aufblühen der Steyrer Fankultur erfolgte auch der sportliche Aufstieg des Vereins, indem man innerhalb von knapp sechs Jahren (von 2000 bis 2006) drei Spielklassen erfolgreich hinter sich ließ: 2003 wurde Vorwärts Meister in der 2. Klasse Ost, 2005 in der 1. Klasse Ost und 2006 in der Bezirksliga Ost. Die Saisonen 06/07, 07/08 und 08/09 spielte der Klub in der oberösterreichischen Landesliga Ost (fünfte Spielklasse), wo man jedoch 2007 und 2008 beide Male als Zweitplatzierter den Meistertitel knapp verpasste. 2008 wurde Harald Ruckendorfer für eine Saison verpflichtet. Im Sommer 2009 gelang schließlich der Aufstieg in die vierthöchste Spielklasse, die Oberösterreich-Liga.

### 2010–2015: Cup-Erfolge und Regionalliga
Am 3. Juni 2010 sicherte man sich durch einen 3:0-Sieg über den SV Gmunden im Finale des oberösterreichischen Landescups einen weiteren Titel. Dieser Titel beinhaltete die Berechtigung, am ÖFB-Cup 2010/11 teilzunehmen, in dem die Elf von Trainer Edi Glieder einen beachtlichen Erfolgslauf startete. In den ersten beiden Runden schaltete der SK Vorwärts die beiden Zweitligisten SKN St. Pölten und WAC aus, ehe man im Achtelfinale gegen den Bundesligisten SK Sturm Graz nur äußerst knapp durch ein 0:1 in der 114. Minute ausschied. Bei diesem Spiel war das Vorwärts-Stadion mit 7.000 Zusehern einmal mehr ausverkauft. Am Ende der Saison 2010/11 feierte Vorwärts außerdem den erstmaligen Aufstieg in die Regionalliga Mitte, von der man sich allerdings nach nur einem Jahr und einem enttäuschenden 14. Platz wieder verabschieden musste.
Die Rückkehr in die Regionalliga gelang nur ein Jahr später unter Trainer Adam Kensy mit dem „oberösterreichischen Double“, bestehend aus dem Meistertitel in der OÖ Liga und dem OÖ-Landescup. Die erste Saison nach der Rückkehr in die Regionalliga Mitte verlief aber erneut durchwachsen. Nach anhaltend schlechten Leistungen musste Trainer Adam Kensy gehen und wurde durch Helmut Kraft ersetzt. Mit einer Serie von fünf Siegen in den letzten Spielen konnte er Vorwärts vor dem Abstieg retten und führte die Mannschaft noch ins Tabellenmittelfeld.
In der Saison 2014/15 verstärkte sich der Verein mit einigen prominenten Neuzugängen, darunter die ehemaligen Bundesliga-Profis Thomas Krammer und Rade Djokic. Sportlich ging es in diesem Spieljahr dann auch steil nach oben. Der SK Vorwärts beendete die Saison als Zweiter der Regionalliga Mitte, was den größten Erfolg seit dem Wiederbeginn bedeutete. Dennoch war die Saison überschattet von Turbulenzen innerhalb des Vereines. Nach der überraschenden „einvernehmlichen Trennung“ von Helmut Kraft nach nur sieben Spieltagen, warf im Jänner 2015 der langjährige Präsident Jörg Rigger das Handtuch. Während Rigger den Schritt mit „fehlender Unterstützung für meine Visionen“ begründete, dürften auch finanzielle Probleme des Vereins eine Rolle gespielt haben. So konnte der Klub im Frühjahr 2015 dann auch nicht das nötige Budget aufstellen, um für eine Bundesliga-Lizenz anzusuchen und stritt sich mit dem nunmehrigen Ex-Präsidenten Rigger um angeblich ausstehende Zahlungen.

### Rückkehr in den Profifußball
Die Saison 2015/16 stellte in vielerlei Hinsicht einen Wendepunkt in der jüngeren Geschichte des Klubs dar: Nachdem der bisherige Vize-Präsident Christian Köck das Amt des zurückgetretenen Jörg Rigger übernommen hatte, entschloss sich auch Köck nach nur wenigen Monaten zum Rückzug. Im März 2016 wurde schließlich ein neuer Vorstand mit dem regionalen Unternehmer Reinhard Schlager als Präsident an der Spitze gewählt. Sportlich ging der SK Vorwärts mit einem deutlich abgespeckten Kader und dem neuen Trainer Gerald Scheiblehner in die neue Saison. Unter der neuen Führung verfolgt der Klub die Strategie, die besten Spieler der Region Steyr sowie junge Talente aus ganz Oberösterreich für den SK Vorwärts zu gewinnen.
Diese neue Strategie sollte Früchte tragen, der SK Vorwärts Steyr konnte sich in den darauffolgenden Jahren sowohl wirtschaftlich konsolidieren als auch sportlich nach oben orientieren. In der Saison 2017/18 fixierte man am 29. Spieltag den Aufstieg in die 2. Liga und damit nach 18 Jahren die Rückkehr in den österreichischen Profifußball.
Die erste Saison nach dem Aufstieg verlief für Steyr sportlich wenig erfolgreich und die Mannschaft belegte den letzten Platz. Aufgrund des Zulassungsentzuges für den 1. Wiener Neustädter SC (2008), dem Bundesliga-Abstieg von FC Wacker Innsbruck (und dem damit verbundenen Zwangsabstieg dessen zweiter Mannschaft) und der Tatsache, dass kein Verein der Regionalliga Ost die Zulassung für die 2. Liga erhalten hatte, gab es keinen sportlichen Absteiger und Steyr konnte die Klasse halten. Die zweite Saison in der zweiten Liga lief für Steyr deutlich besser. Zwischenzeitlich belegte das Team den dritten Tabellenplatz und beendete die Saison auf Platz 7. In der Saison 20/21 belegte Steyr den 15. Platz, musste allerdings nicht absteigen, da die Regionalligen COVID-bedingt abgebrochen wurden. In der Saison 2022/23 gab es erstmals seit der letzten Reform der zweiten Liga sportliche Absteiger, unter denen sich auch Vorwärts Steyr befand. Die Mannschaft unterlag im letzten Saisonspiel im direkten Duell um den Abstieg gegen den Tabellennachbarn FC Admira Wacker Mödling mit 0:3 und musste nach fünf Saisonen den Gang in die Regionalliga Mitte antreten.
|                                                      | Liga (Hierarchie)         | Platz | S  | U  | N  | +/- | Pkt. |
| ---------------------------------------------------- | ------------------------- | ----- | -- | -- | -- | --- | ---- |
| 2001/02                                              | 2. Klasse Ost (VIII)      | 02    | 15 | 05 | 02 | +53 | 050  |
| 2002/03                                              | 2. Klasse Ost (VIII)      | 01    | 16 | 04 | 02 | +47 | 052  |
| 2003/04                                              | 1. Klasse Ost (VII)       | 06    | 08 | 05 | 09 | 0+3 | 029  |
| 2004/05                                              | 1. Klasse Ost (VII)       | 01    | 21 | 04 | 01 | +66 | 067  |
| 2005/06                                              | Bezirksliga Ost (VI)      | 01    | 17 | 06 | 03 | +46 | 057  |
| 2006/07                                              | 2. Landesliga Ost (V)     | 02    | 17 | 04 | 05 | +34 | 055  |
| 2007/08                                              | 2. Landesliga Ost (V)     | 02    | 14 | 08 | 04 | +25 | 050  |
| 2008/09                                              | 2. Landesliga Ost (V)     | 01    | 16 | 06 | 04 | +25 | 054  |
| 2009/10                                              | Radio OÖ Liga (IV)        | 05    | 12 | 06 | 08 | +16 | 042  |
| 2010/11                                              | Radio OÖ Liga (IV)        | 01    | 15 | 10 | 01 | +35 | 055  |
| 2011/12                                              | Regionalliga Mitte (III)  | 014   | 06 | 09 | 15 | −22 | 027  |
| 2012/13                                              | Radio OÖ Liga (IV)        | 01    | 17 | 02 | 06 | +17 | 053  |
| 2013/14                                              | Regionalliga Mitte (III)  | 012   | 11 | 04 | 15 | +16 | 037  |
| 2014/15                                              | Regionalliga Mitte (III)  | 02    | 18 | 05 | 07 | +16 | 059  |
| 2015/16                                              | Regionalliga Mitte (III)  | 012   | 09 | 07 | 14 | −13 | 034  |
| 2016/17                                              | Regionalliga Mitte (III)  | 06    | 12 | 08 | 10 | 0+7 | 044  |
| 2017/18                                              | Regionalliga Mitte (III)  | 03    | 17 | 04 | 09 | +32 | 055  |
| 2018/19                                              | 2. Liga (Österreich) (II) | 16    | 5  | 6  | 19 | −36 | 21   |
| 2019/20                                              | 2. Liga (Österreich) (II) | 7     | 11 | 8  | 11 | +6  | 41   |
| 2020/21                                              | 2. Liga (Österreich) (II) | 15    | 7  | 9  | 14 | −25 | 30   |
| 2021/22                                              | 2. Liga (Österreich) (II) | 10    | 10 | 7  | 13 | −13 | 37   |
| 2022/23                                              | 2. Liga (Österreich) (II) | 14    | 8  | 8  | 14 | −18 | 30   |
| Grün unterlegt: Aufstiege \| Rot unterlegt: Abstiege |                           |       |    |    |    |     |      |

## Bekannte Spieler
Der bekannteste Spieler beim SK Vorwärts Steyr war die ukrainische (ehem. sowjetische) Fußball-Legende Oleg Blochin, 1975 mit dem Ballon d’Or als Europas Fußballer des Jahres ausgezeichnet. 1988 erhielt der damals 35-jährige Blochin von der UdSSR-Zentralregierung in Moskau sensationell die Erlaubnis, nach Westeuropa zu Vorwärts zu wechseln. In Steyr absolvierte Blochin 41 Spiele und erzielte dabei neun Tore.
In der Saison 1992/93 spielte der tschechische Internationale Ivo Knoflíček bei den Rot-Weißen. Im Laufe der Vereinsgeschichte spielten auch weitere bekannte Kicker wie die ehemaligen österreichischen Nationalspieler Željko Vuković, Tomislav Kocijan, Peter Stöger, Johann Kogler, Alexander Manninger, Daniel Madlener, Walter Waldhör, Andreas Heraf, Manfred Linzmaier, Richard Niederbacher und Christoph Westerthaler in Steyr.
Daniel Madlener und Walter Waldhör waren dabei jene Spieler, die während ihrer Zeit als Vorwärts-Spieler in die Nationalmannschaft einberufen wurden; letzterer erzielte bei seinem Debüt sogleich ein Tor (19. Mai 1992: Österreich-Polen 2:4). Ivo Knoflíček wurde 1992 ebenfalls als aktiver Vorwärts-Spieler ins tschechische Team einberufen. Auch die beiden späteren bosnischen Internationalen Elvir Rahimić und Kenan Hasagić spielten in den neunziger Jahren bei Vorwärts Steyr.

## Bekannte Trainer
- Josef Rambacher (um 1954)
- Jozef Adamec (1987–1988)
- Otto Barić (1990–1991)
- Jürgen Sundermann (1999)
- Kurt Russ (2007–2008)
- Edi Glieder (2010–2012)

## Fans

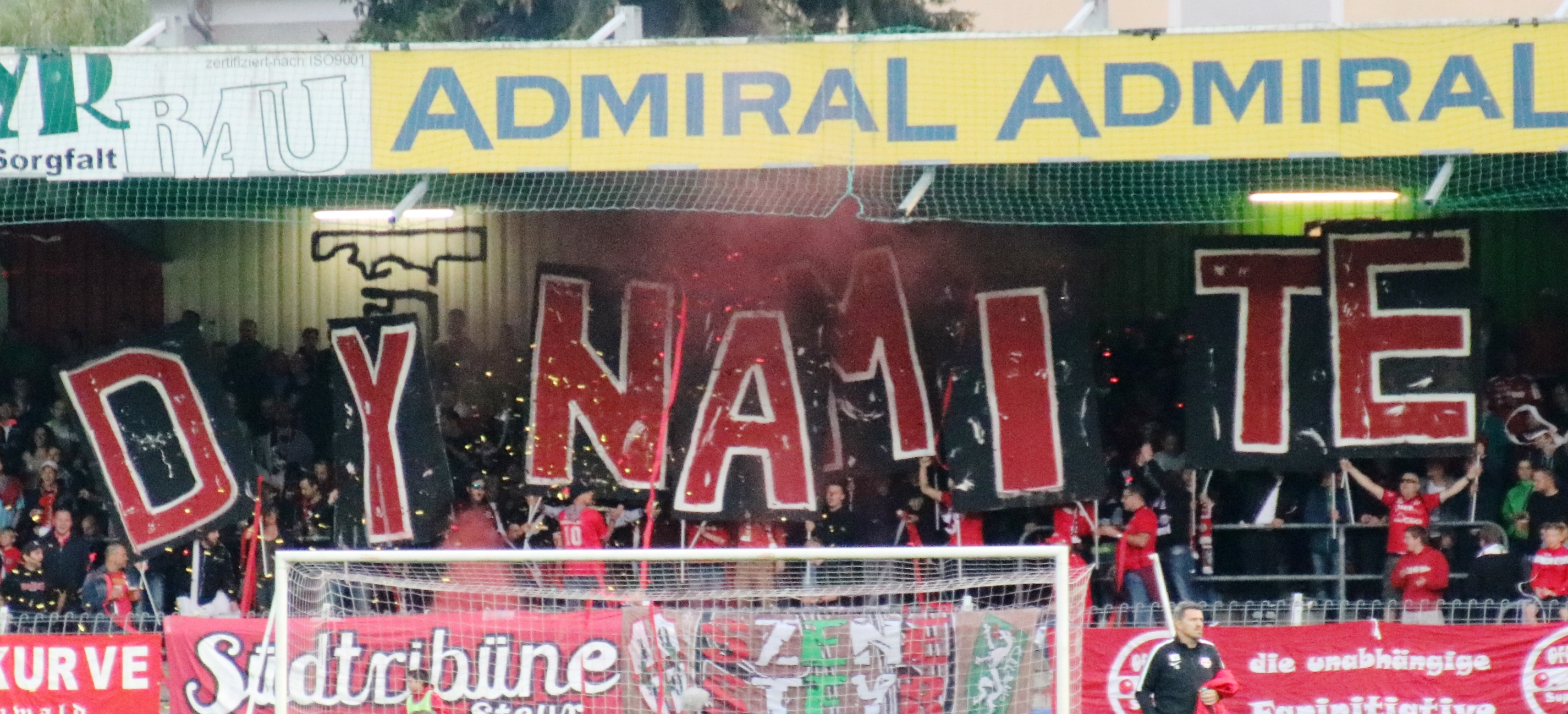

Der SK Vorwärts Steyr ist vor allem wegen seiner Vergangenheit österreichweit bekannt und bildete nach sehr enttäuschenden Zuschauerzahlen während des Niedergangs wieder eine große Fanszene aus. Die aktiven Fans stehen bei Heimspielen des SKV auf der Südtribüne des Vorwärts-Stadions. Vorwärts wird auch bei Auswärtsspielen häufig von vielen Fans begleitet, bei wichtigen Spielen pilgern nicht selten über 1000 Rot-Weiße ins gegnerische Stadion. Der größte Fanclub Südchaos-Steyr wurde 2009 gegründet und gilt als eine Ultra-Gruppe. Es wurde auch ein Südtribünen-Fanzine herausgegeben, welches den Namen Bengalen, Bier und Bosna trägt. Nachfolger des Südchaos war die Szene Steyr.

## Erfolge
- 12 Erstligasaisonen: 1950–1951, 1988–1996, 1999
- Österreichischer Pokalfinalist: 1949
- 13× Oberösterreichischer Landesmeister: 1920, 1921, 1922, 1923, 1946, 1949, 1955, 1970, 1975, 1979, 1982, 2011, 2013
- 2× Meister Oberdonau: 1940, 1944
- 5× Oberösterreichischer Landespokalsieger: 1938, 1949, 1982, 2010, 2013
- 2× Tschammerpokalsieger Oberdonau: 1942, 1943
- Pokalsieger VAFÖ Oberösterreich 1932
- Meister I. Klasse Ost 1935
- Meister 2. Division 1998
- Mitropacup-Teilnahme 1991
- UI-Cup-Teilnahme: 1995

Seit dem Neubeginn:
- 2003: Meister 2. Klasse Ost OÖ
- 2005: Meister 1. Klasse Ost OÖ
- 2006: Meister Bezirksliga Ost OÖ
- 2009: Meister 2. Landesliga Ost OÖ
- 2011 und 2013: Meister in der OÖ-Liga

## Europapokalbilanz
| Saison | Wettbewerb         | Runde        | Gegner               | Gesamt | Hin     | Rück    |
| ------ | ------------------ | ------------ | -------------------- | ------ | ------- | ------- |
| 1991   | Mitropapokal       | Gruppenphase | Torino Calcio        | 0:1    | 0:1 (A) |         |
| 1991   | Mitropapokal       | Gruppenphase | VLS Veszprém         | 2:2    | 2:2 (H) |         |
| 1992   | Intertoto-Cup      | Gruppenphase | Siófoki Bányász SE   | 3:5    | 1:3 (H) | 2:2 (A) |
| 1992   | Intertoto-Cup      | Gruppenphase | Lausanne-Sports      | 2:2    | 0:1 (A) | 2:1 (H) |
| 1992   | Intertoto-Cup      | Gruppenphase | Sparta Prag          | 3:3    | 1:3 (A) | 2:0 (H) |
| 1995   | UEFA Intertoto Cup | Gruppenphase | Iraklis Thessaloniki | 3:0    | 3:0 (H) |         |
| 1995   | UEFA Intertoto Cup | Gruppenphase | FK Panerys Vilnius   | 1:1    | 1:1 (A) |         |
| 1995   | UEFA Intertoto Cup | Gruppenphase | Spartak Plowdiw      | 2:0    | 2:0 (H) |         |
| 1995   | UEFA Intertoto Cup | Gruppenphase | Eintracht Frankfurt  | 2:1    | 2:1 (A) |         |
| 1995   | UEFA Intertoto Cup | Achtelfinale | Racing Straßburg     | 0:4    | 0:4 (A) |         |

Gesamtbilanz: 13 Spiele, 5 Siege, 3 Unentschieden, 5 Niederlagen, 18:19 Tore (Tordifferenz −1)